# 日本郵政公社

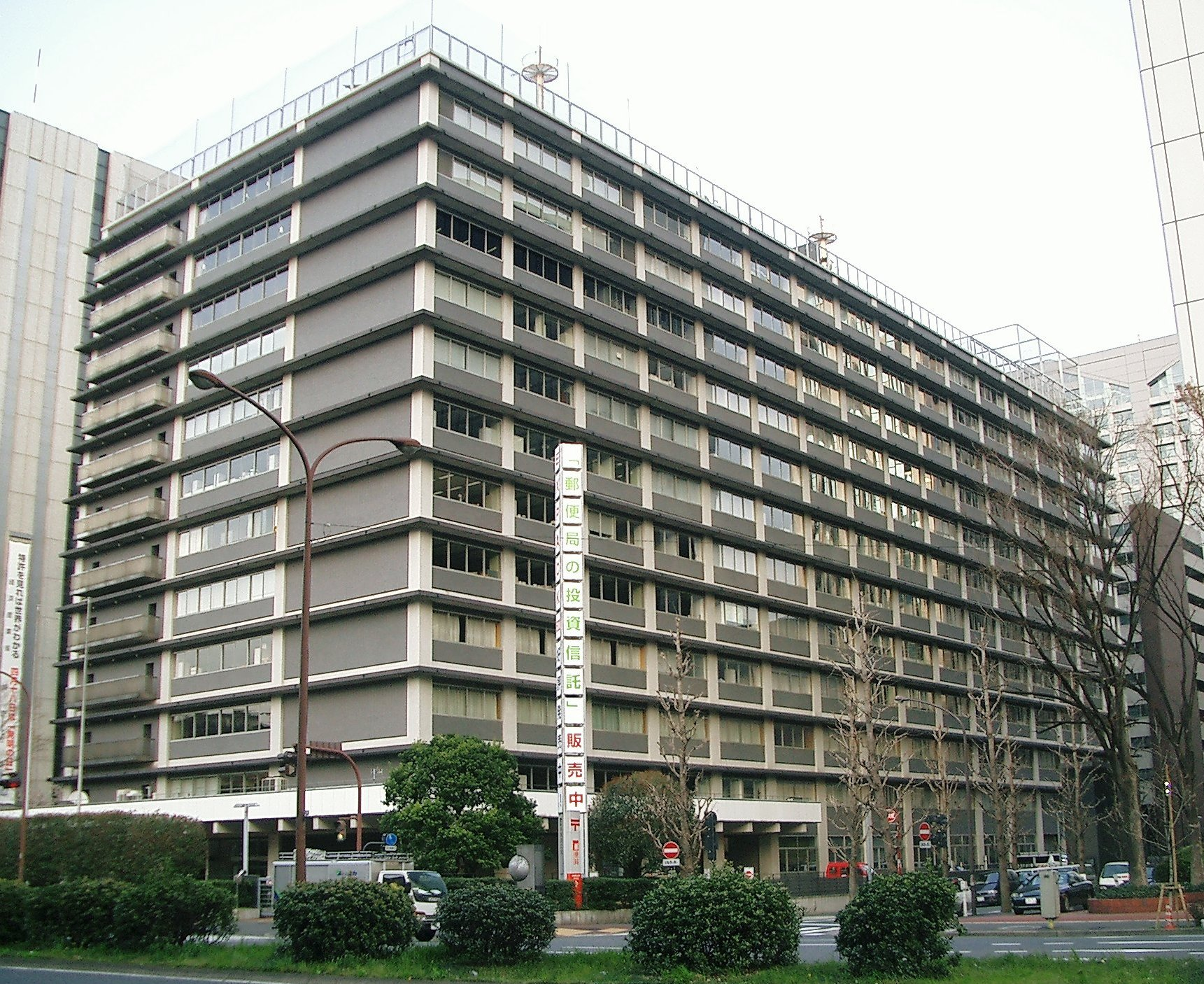
日本郵政公社總部

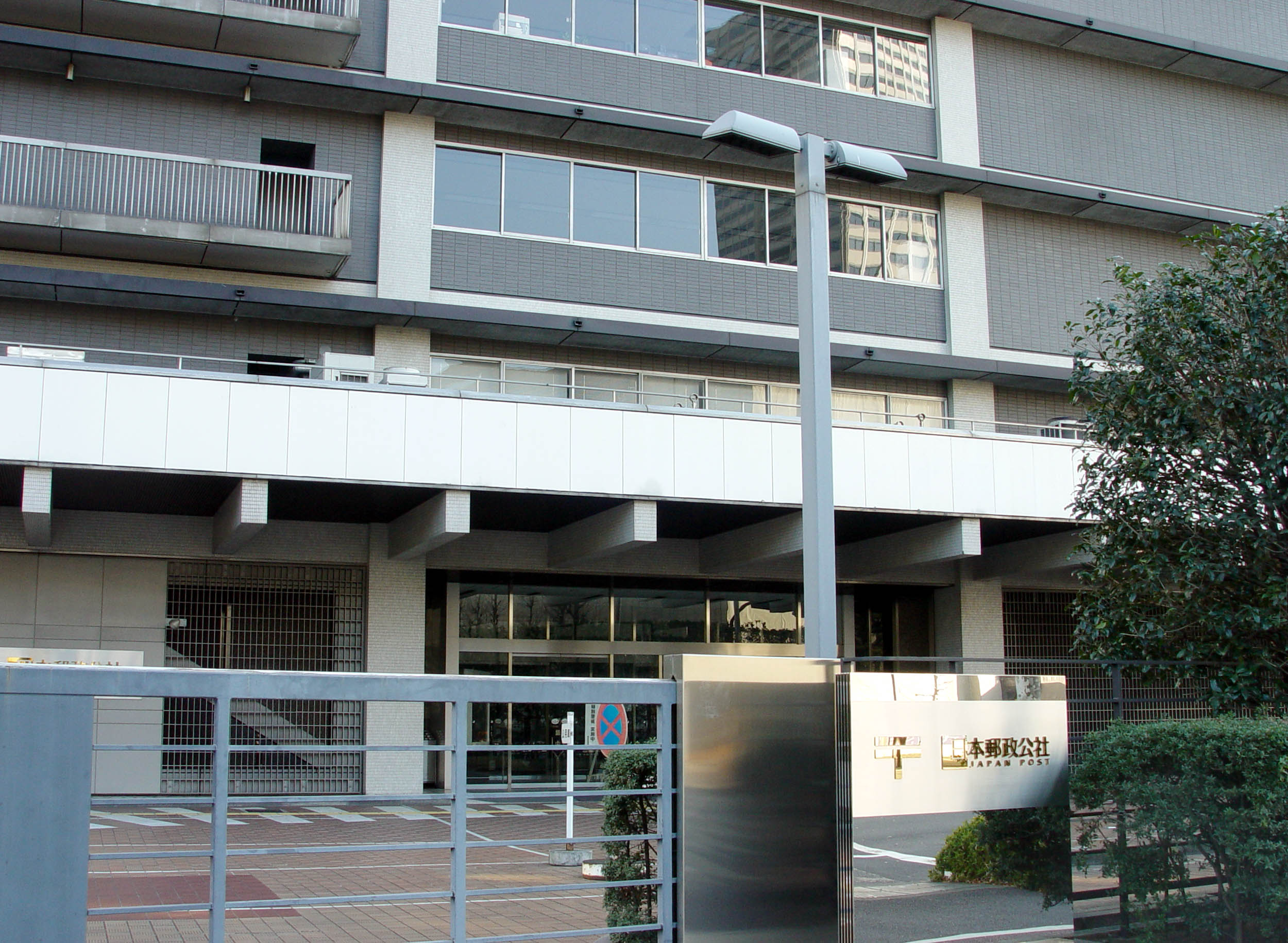
日本郵政公社總部大門

日本郵政公社是日本過往為經營郵政事業而成立的公營機構，在2003年4月1日由郵政事業廳改組而來，營運內容包含郵遞、郵政儲金與簡易人壽保險（合稱「郵政三事業」）。其法人性質並非株式會社，而是由日本政府出資、以經營公共事業為目的之「公共企業體」。2007年10月1日，日本郵政公社解散，同時分割與公司化成為日本郵政集團。

## 外部連結
- 日本郵政公社